# Alain Soulat
Alain Paul Soulat Ferrand (Arauco, 21 de septiembre de 1981) es un presentador de televisión y empresario chileno de origen francés. Es reconocido por su participación en el programa juvenil Calle 7, tanto en su versión chilena como en su versión paraguaya. 

## Carrera
Nacido en la ciudad de Arauco, Región del Bio Bio, a los 18 años emigró a Santiago para estudiar locución. 
En 2005 tiene su primera experiencia televisiva integrando el Team Mekano del programa juvenil Mekano. En 2006 es llamado para ser animador del programa de concursos de trasnoche Llámame y en 2007 forma parte del primer elenco del programa juvenil Yingo.
En 2009 ingresa a participar del programa de competencias juvenil Calle 7 de TVN donde comenzó a destacar en el público, a la vez que el programa ganaba popularidad en la sintonía. A finales de 2010, es enviado junto con su compañero y amigo Francisco Pancho Rodriguez para ser embajadores en la versión paraguaya del programa, ganando con los meses popularidad en el público. Sin embargo en mayo de 2011, sufre una serie de crisis de salud, que lo lleva a ser diagnosticado tempranamente con esclerosis múltiple, causando impacto en Chile y Paraguay. Iniciando su recuperación, Alain es invitado a ser coanimador del programa hasta finales de 2011; en 2012 regresa a Chile donde es invitado por el programa a ser coanimador  hasta que en enero de 2013, pasa a ser el animador del programa reemplazando a Jean Phillippe Cretton.  Conduce el espacio hasta su finalización en mayo de 2013.
En 2015 regresa a Paraguay donde vuelve a desempeñarse como animador del programa, trabajando hasta 2016. A partir de 2018 se retiró de las comunicaciones activa radicándose en Arauco y administrando un hostal de su propiedad.

## Filmografía

### Telenovelas
- 2005: Mitú (Mega) - Bastián Müller

### Programas de televisión
| Año       | Programa         | Rol                     | Cadena      |
| --------- | ---------------- | ----------------------- | ----------- |
| 2005      | Mekano           | Participante            | Mega        |
| 2006-2007 | Llamame          | Animador                | Red TV      |
| 2007-2008 | Yingo            | Participante            | Chilevisión |
| 2009-2010 | Calle 7          | Participante            | TVN         |
| 2011      | Calle 7 Paraguay | Participante y animador | Telefuturo  |
| 2012-2013 | Calle 7          | Animador                | TVN         |
| 2015-2016 | Calle 7 Paraguay | Animador                | Telefuturo  |